# Internazionali di Tennis di Baviera 1998
Gli Internazionali di Tennis di Baviera 1998 sono stati un torneo di tennis giocato sulla terra rossa. È stata la 83ª edizione del torneo, facente parte della categoria International Series nell'ambito dell'ATP Tour 1998. Si è giocato a Monaco di Baviera in Germania, dal 27 aprile al 4 maggio 1998.

## Campioni

### Singolare
Thomas Enqvist ha battuto in finale  Andre Agassi con il punteggio di 6(4)–7, 7–6(6), 6–3.

### Doppio
Todd Woodbridge /  Mark Woodforde hanno battuto in finale  Joshua Eagle /  Andrew Florent con il punteggio di 6–0, 6–3.